# Ringo Lam
Ringo Lam, pseudonimo di Lin Lingdong (林岭东S, Lín LǐngdōngP) (Hong Kong, 8 dicembre 1955 – Hong Kong, 29 dicembre 2018) è stato un regista, produttore cinematografico e sceneggiatore hongkonghese.
Tra gli anni '80 e '90 divenne uno dei maestri del cinema d'azione di Hong Kong, insieme a John Woo, Tsui Hark e Johnnie To. Il suo film più celebre è City on Fire (1987).

## Biografia

### Origini e carriera
Nacque a Hong Kong nel 1955, ma studiò alla York University di Toronto. Divenne conosciuto per le sue capacità di girare thriller d'azione dal contenuto dark molto realistico. Tra i suoi più interessanti lavori vi è il film City on Fire. Insieme a John Woo e Tsui Hark appartenne a quella schiera di registi di Hong Kong che si appoggiarono a Jean-Claude Van Damme per sfondare a Hollywood.

### Morte
Morì all'età di 63 anni il 29 dicembre nella sua residenza di Hong Kong: la moglie l'aveva trovato privo di sensi nel suo letto. Il decesso sarebbe stato causato da un infarto. .

## Filmografia

### Regista
- Esprit d'amour (Yam yeung choh) (1983)
- The Other Side of Gentleman (Gwan ji ho kau) (1984)
- Cupid One (Oi san yat ho) (1985)
- Mad Mission 4: You Never Die Twice (Zuijia paidang zhi qianli jiu chaipo) (1986)
- City on Fire (Lung fu fong wan) (1987)
- Prison on Fire (Gam yuk fung wan) (1987)
- School on Fire (Hok hau fung wan) (1988)
- Wild Search (Ban wo chuang tian ya) (1989)
- Undeclared War (Sheng zhan feng yun) (1990)
- Yi chu ji fa (1991)
- Prison on Fire II (Jian yu feng yun II: Tao fan) (1991)
- Twin Dragons (Shuang long hui) (1992)
- Full Contact (Xia dao Gao Fei) (1992)
- Duello al tempio maledetto (Huo shao hong lian si) (1994)
- The Adventurers (Da mao xian jia) (1995)
- Maximum Risk (1996)
- Full Alert (Go do gaai bei) (1997)
- The Suspect (Jidu zhongfan) (1998)
- Muk lau hung gwong (1999)
- The Replicant (Replicant) (2001)
- Looking for Mister Perfect (Kei fung dik sau) (2003)
- Hell - Esplode la furia (In Hell) (2003)
- Triangle (Tie saam gok), coregia di Tsui Hark e Johnnie To (2007)
- Wild City (Mai sing) (2015)
- Sky on Fire (Chung tin foh) (2016)
- Astray, episodio di Qi ren yue dui (2020)

### Sceneggiatore
- Cupid One (Oi san yat ho), regia di Ringo Lam (1985)
- Mad Mission 4: You Never Die Twice (Zuijia paidang zhi qianli jiu chaipo), regia di Ringo Lam (1986)
- City on Fire (Lung fu fong wan), regia di Ringo Lam (1987)
- Yong chuang tian xia, regia di Raymond Lee (1990)
- The Adventurers (Da mao xian jia), regia di Ringo Lam (1995)
- Full Alert (Go do gaai bei), regia di Ringo Lam (1997)
- The Suspect (Jidu zhongfan), regia di Ringo Lam (1998)
- Muk lau hung gwong, regia di Ringo Lam (1999)
- Looking for Mister Perfect (Kei fung dik sau), regia di Ringo Lam (2003)
- Wild City (Mai sing), regia di Ringo Lam (2015)
- Sky on Fire (Chung tin foh), regia di Ringo Lam (2016)
- Astray, episodio di Qi ren yue dui, regia di Ringo Lam (2020)

### Produttore
- City on Fire (Lung fu fong wan), regia di Ringo Lam (1987) – produttore
- Prison on Fire (Gam yuk fung wan), regia di Ringo Lam (1987) – produttore esecutivo
- School on Fire (Hok hau fung wan), regia di Ringo Lam (1988) – produttore
- Wild Search (Ban wo chuang tian ya), regia di Ringo Lam (1989) – produttore
- A Moment of Romance (Tin joek yau ching), regia di Benny Chan (1990) – produttore
- Undeclared War (Sheng zhan feng yun), regia di Ringo Lam (1990) – produttore
- Full Contact (Xia dao Gao Fei), regia di Ringo Lam (1992) – produttore
- Full Alert (Go do gaai bei), regia di Ringo Lam (1997) – produttore esecutivo
- Super agente speciale (Simon Sez), regia di Kevin Alyn Elders (1999) – produttore esecutivo
- Muk lau hung gwong, regia di Ringo Lam (1999) – produttore
- Triangle (Tie saam gok), regia di Tsui Hark, Ringo Lam e Johnnie To (2007) – produttore
- Wild City (Mai sing), regia di Ringo Lam (2015) – produttore